# Hierococcyx
Hierococcyx (Sperwerkoekoeken) is een geslacht van vogels uit de familie koekoeken (Cuculidae). In het Nederlands worden ze sperwerkoekoeken genoemd in navolging van het Engelse hawk-cuckoos. Het zijn broedparasieten en ze lijken sterk op de soorten uit het geslacht Cuculus. Vaak worden ze nog als soorten uit dit geslacht gepresenteerd.
De soorten variëren in lengte tussen de 26 en 40 cm. Het zijn slanke vogels met lange staarten en stevige poten. Ze foerageren op harige rupsen die voor andere vogelsoorten onaantrekkelijk zijn. 

## Taxonomie
Het geslacht telt acht soorten.
- Hierococcyx bocki – Bocks sperwerkoekoek
- Hierococcyx fugax  –  Maleise sperwerkoekoek
- Hierococcyx hyperythrus –  Chinese sperwerkoekoek
- Hierococcyx nisicolor  –  Hodgsons sperwerkoekoek
- Hierococcyx pectoralis  –  Filipijnse sperwerkoekoek
- Hierococcyx sparverioides  –  Grote sperwerkoekoek
- Hierococcyx vagans –  Kleine sperwerkoekoek
- Hierococcyx varius –  Indische sperwerkoekoek